# أسماء (فلم)
أسماء، فيلم درامي مصري جسدت هند صبري ضمن أحداث الفيلم شخصية فتاة تعاني من مرض نقص المناعة الايدز  وتقرر عدم الاستسلام له فتخوض حرب عنيفة ضده سواء بالسعي لعلاج نفسها أو بث الأمل في قلوب كل المصابين بهذا المرض اللعين، ورويدا رويدا تتمكن من تحقيق الكثير من أهدافها وتتوالى الأحداث.

## القصة
تجد نفسك تتابع بعض المشاهد المظلمة في «تريلر» فيلم «أسماء».. البطلة مصابة بالإيدز، فقيرة، مكسورة الجناح، الظروف ضدها، والمجتمع يرفضها تبلغ من العمر 25. ربما تتراجع عن مشاهدة الفيلم ولكن الفضول سيقودك إلى شباك التذاكر لتجد نفسك في مواجهة أسماء حسنى عاملة المطار، ثم تبدأ قصة الأمل والإحباط والوجع، والصمود، والقوة، والضعف. مخرج الفيلم ومؤلفه عمرو سلامة صنع تلك القصة بشاعرية لافتة، واختار نهاية مفرحة ولم يجعل الجمهور يبكى بل قالوا: «كلنا أسماء حسنى». هو يعلق: «قوة أسماء استوحيتها من صاحبة القصة الحقيقية، وأسماء أرادت أن تتحدى الجميع لتحصل على حقها، وحتى لو كانت الشخصية الحقيقية بها بعض الضعف، إلا أننى تعمدت إظهارها قوية لأن القضية لم تكن تخص أسماء فقط أو الشخصية التي توفيت في الحقيقة، بل هي أعمق من ذلك، لأنها تتعلق بأشخاص يعيشون بيننا يحملون مرض الإيدز». عمرو سلامة «يعرض له حاليا أيضا فيلم (تحرير 2011)، وقدم فيلمه الروائى الأول (زى النهارده) عام 2008» يقول إنه بدأ العمل على الفيلم منذ خمس سنوات كاملة، ويضيف «بالطبع كنت أتمنى إنجازه وقتها ولكن هناك عوامل كثيرة تتحكم في المشروع، منها كتابة السيناريو والإنتاج فلم أجد شركة إنتاج بسهولة تتحمس للفيلم، فأنا أريد أن أقدم فيلما كل عام ولكن الأمر ليس بيدى، وقد أخذت وقتا في التحضير حيث قدمت فيلما وثائقيا عن المتعايشين مع مرض الإيدز وتحدث معى أشخاص منهم وتعرفت على تفاصيل حياتهم»، يرى المخرج الذي ظهر بدور صغير في فيلم «السلم والثعبان» منذ عشر سنوات أن ظهور عدد من مرضى الإيدز الحقيقيين في فيلمه خطوة مهمة لمواجهة المجتمع حتى لو كانوا غير معروفين. مشيرا إلى أنه أقنعهم بظهورهم إعلاميا في الفترة المقبلة، وهذا يؤكد أن نهاية الفيلم ليست خيالية. يدافع عمرو سلامة عن شخصية الإعلامى التي قدمها ماجد الكداونى بالفيلم خصوصا أنه بدا متناقضا حيث أنه إعلامى مستغل يهتم بالفرقعة ومصلحته الخاصة ثم يتبرع لأسماء في النهاية بمبلغ كبير قائلًا: «دور الكدواني منسوج من الواقع تماما، وفي ما يخص أنه تبرع بمبلغ مالى كبير لتجرى العملية فهذا هو الجزء الخاص بى كمخرج، فقد تمنيت أن يحدث هذا في الحقيقة. هذة هي الفكرة التي تحدث عنها مخرج الفيلم عمرو سلامة 

## طاقم التمثيل
- هند صبري
- ماجد الكدواني
- هاني عادل
- أحمد كمال
- سيد رجب
- أمير صلاح
- سامية اسعد
- فاطمة عادل

## روابط خارجية
- أسماء على موقع IMDb (الإنجليزية)
- أسماء على موقع روتن توميتوز (الإنجليزية)
- أسماء على موقع الدهليز
- أسماء على موقع قاعدة بيانات الأفلام العربية
- أسماء على موقع ألو سيني (الفرنسية)
- أسماء على موقع أول موفي (الإنجليزية)
- أسماء على موقع فيلمافينيتي (الإسبانية)
- أسماء على موقع قاعدة بيانات الفيلم (الإنجليزية)
- أسماء على موقع ليتربوكسد (الإنجليزية)
- أسماء على موقع كينوبويسك (الروسية)